# Дебутен, Марселен

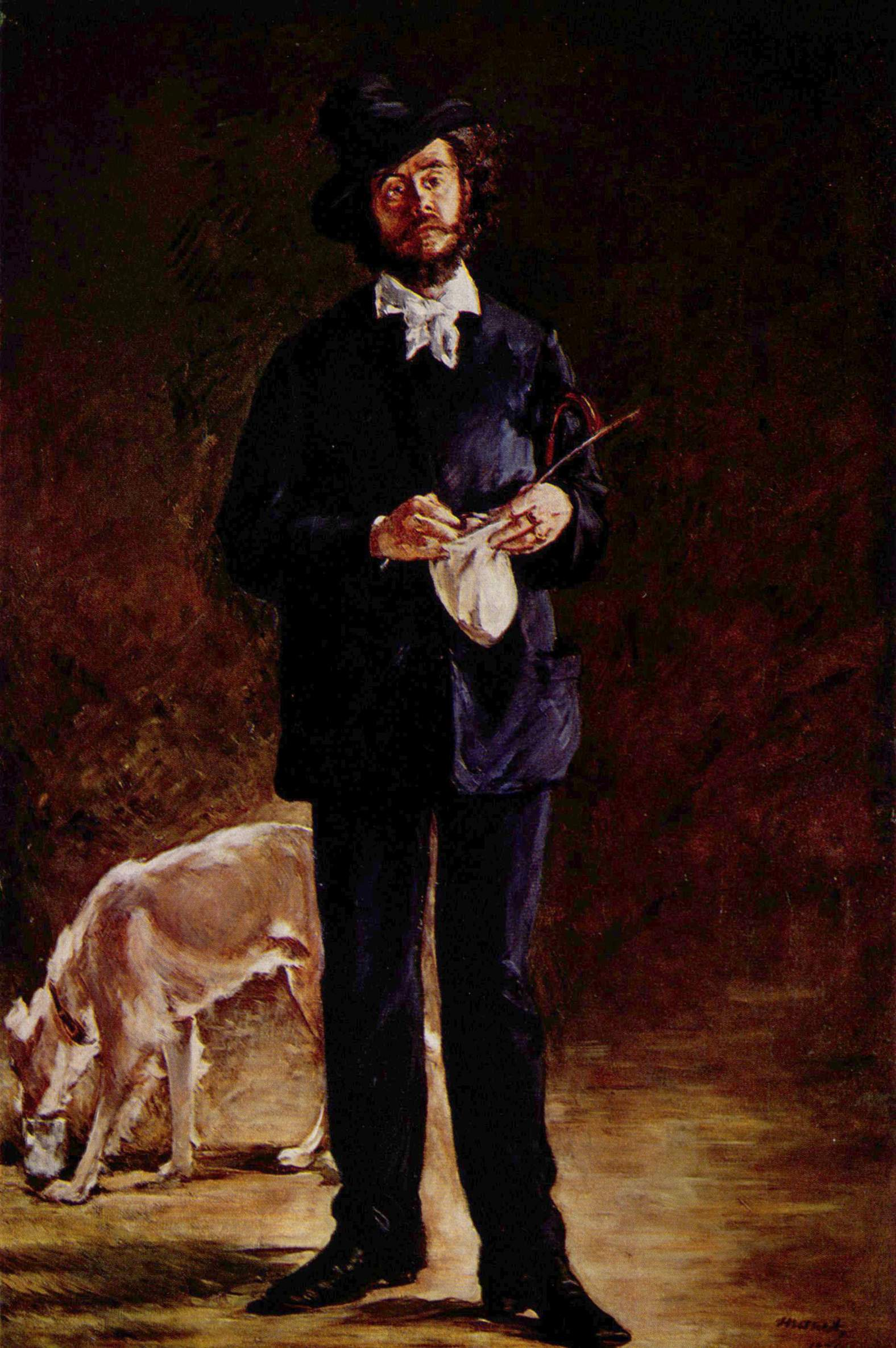
Эдуард Мане. Портрет художника Марселена Дебутена (1875)

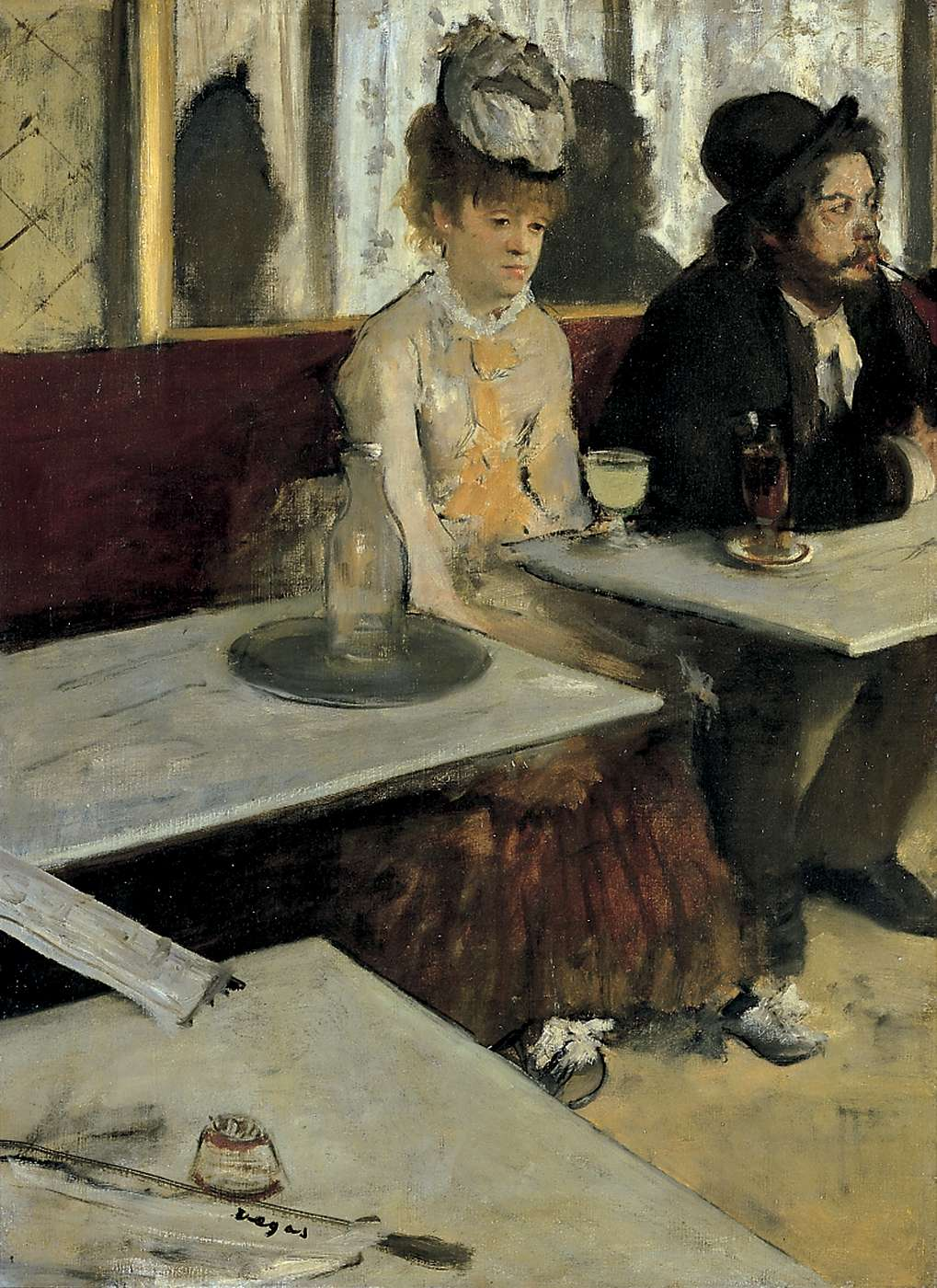
Эдгар Дега. Абсент (1876)

Марселен Жильбер Дебутен (фр. Marcellin Gilbert Desboutin; 26 августа 1823, Серийи, департамент Алье — 18 февраля 1902, Ницца) — французский художник и график.

## Жизнь и творчество
М. Дебутен был сыном Бартелеми Дебутена, офицера гвардейского корпуса Людовика XVIII и баронессы Анны-Софи-Далии Фраж де Рошфор. В связи с этим обстоятельством художник подписывался иногда барон де Рошфор. Художественное образование получил в парижском коллеже Станислава. Затем работал преимущественно как график, иллюстрируя литературные и драматические произведения. В 1845 году Дебутен поступил в ателье скульптора Луи-Жюля Это при парижской Школе изящных искусств, где продолжил изучение живописи. По окончании образования совершил путешествия по Великобритании, Бельгии, Нидерландам и Италии. В 1857 году художник поселился близ Флоренции, в имении Омбреллино.
В 1873 году, вследствие неудачных и случайных финансовых спекуляций, М. Дебутен разорился. Он часто посещал богемные ресторанчики и кафе (кафе Жербуа и Нювель Атене), где вновь встречался со своим давним другом Э. Дега и познакомился с Э. Мане. Через Мане Дебутен установил также дружеские отношения с Эмилем Золя. Художник зарабатывал тем, что делал портреты посетителей кафе и таверн (методом сухая игла) и выставлял свои картины в салонах. На второй выставке импрессионистов Дебутен экспонировал шесть своих картин, в том числе такие, как «Уличный певец» и «Виолончелист». Он также писал портреты многих своих друзей, в том числе Э. Дега, О. Ренуара, Б. Моризо, Э. Сати, Эдмона Гонкура, П. Пюви де Шаванна, Ж. Пеладана, Нины де Виллар и других известных деятелей французской культуры второй половины XIX столетия. В 1880—1888 годах жил в Ницце. Во время пребывания на юге Дебутен создал графическую серию из 5 работ по мотивам полотен Фрагонара, хранившихся на одной из вилл близ Граса (Сюрприз, Свидание, Тайна, Корона влюблённых, Покинутая).
После возвращения в Париж М. Дебутен принимал участие в организации Национального общества изобразительных искусств.

## Галерея

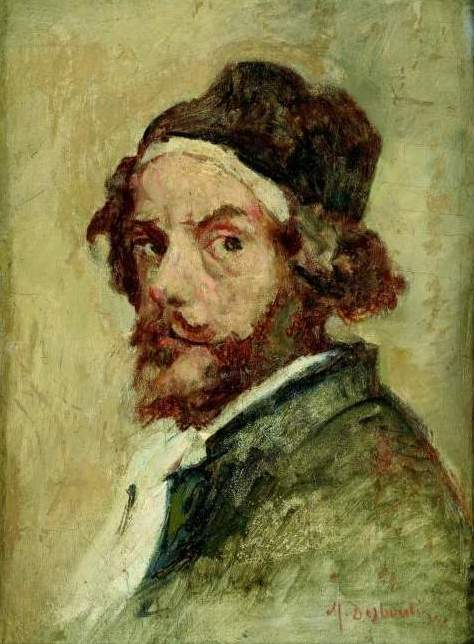
Автопортрет
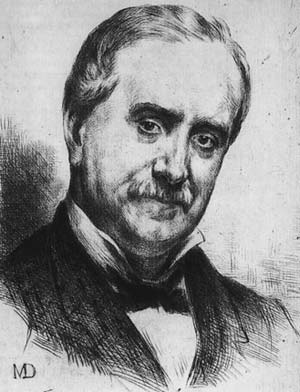
Поль Дюран-Руэ
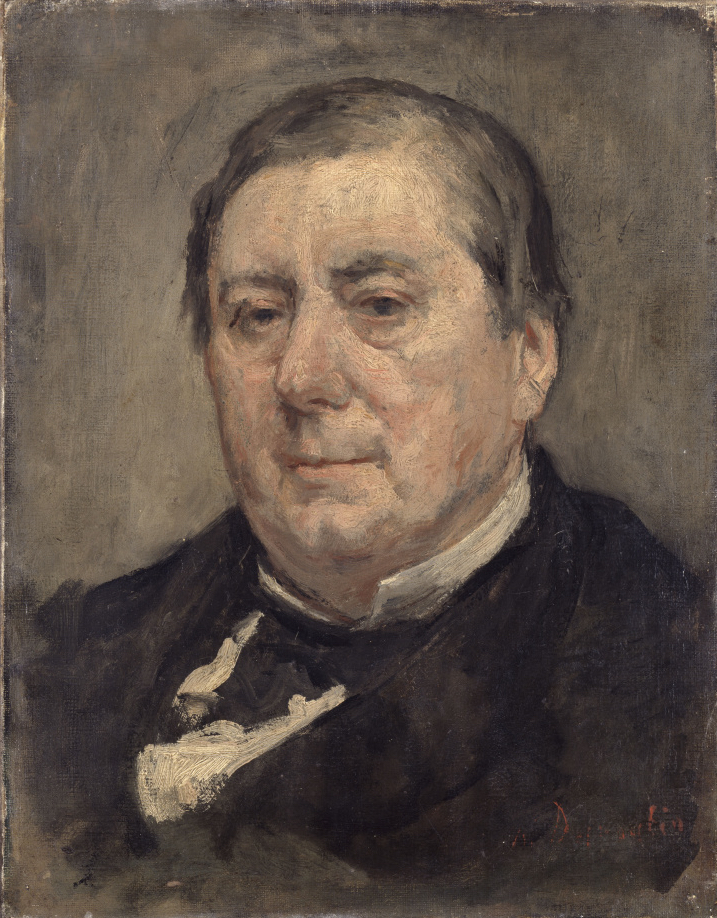
Эжен Лабиш
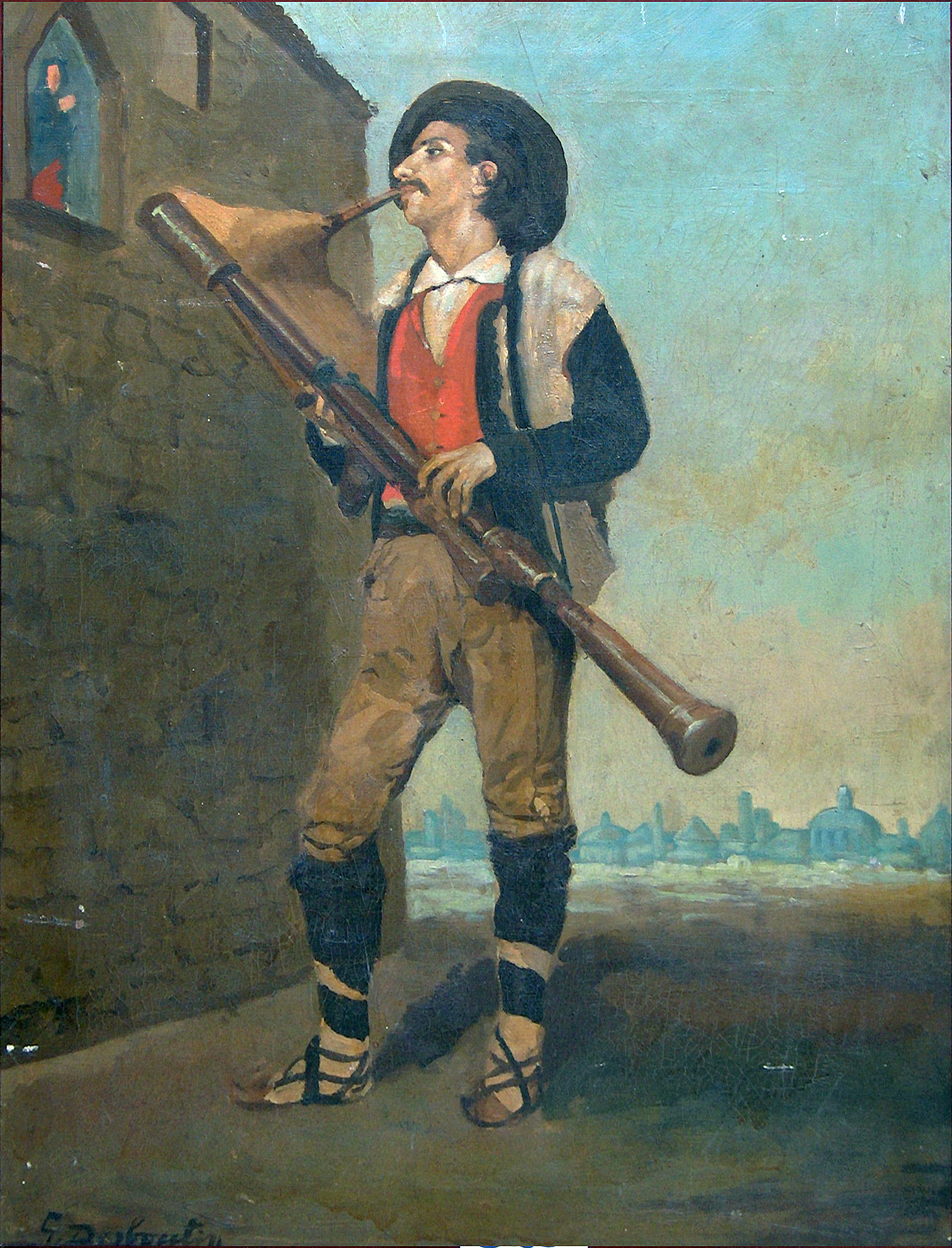
Волынщик
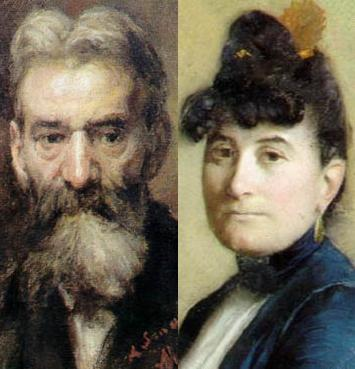
Портрет родителей Мориса Равеля
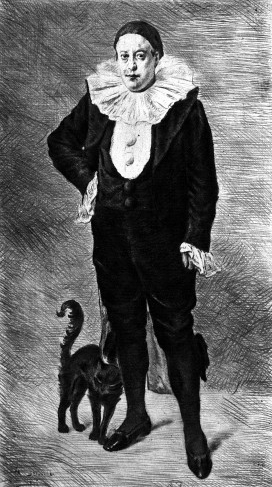
Портрет художника Адольфа Виллетта
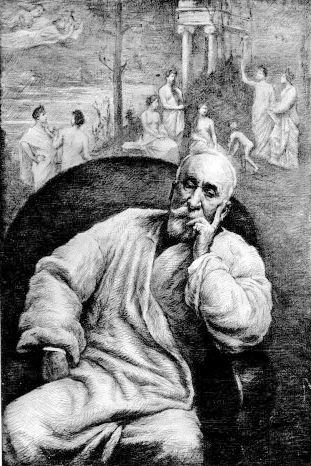
Портрет Пюви де Шаванна
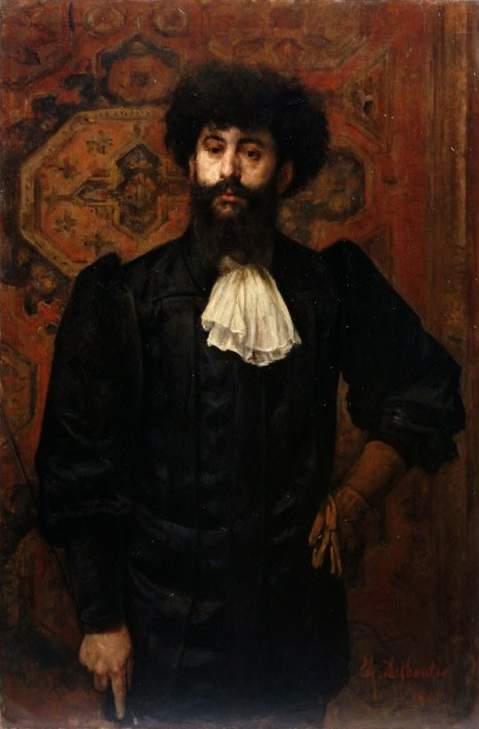
Портрет Жозефена Пеладана
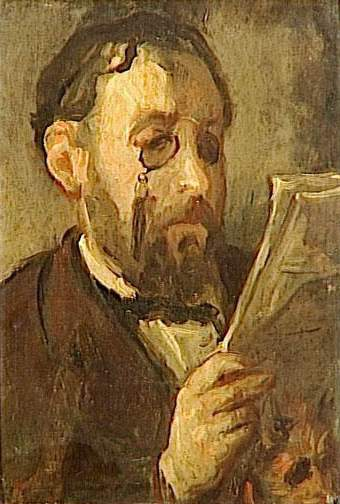
Портрет Эдгара Дега
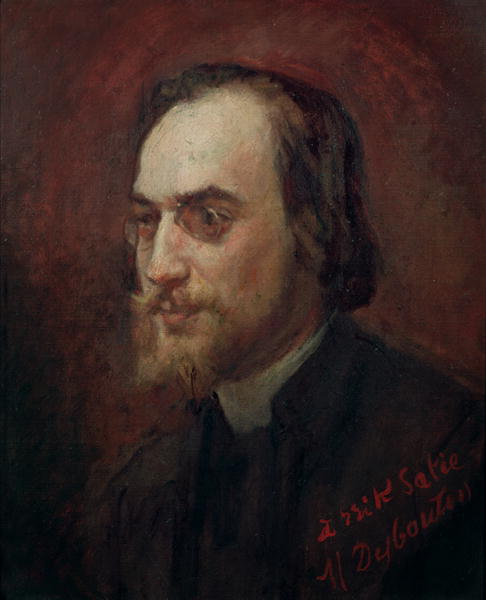
Портрет композитора Эрика Сати